# Le Code secret
Pour plus de détails, voir Fiche technique et Distribution.
Le Code secret (The Ivory Snuff Box) est un film muet américain de Maurice Tourneur, sorti en 1915.

## Synopsis
Richard Duvall est un policier américain qui travaille à Paris pour les services secrets français. Il y rencontre Grace Ellicot, américaine elle aussi, et en tombe amoureux. Le jour de leur mariage, on lui assigne une nouvelle mission, retrouver un code secret caché dans une tabatière en ivoire. Il se rend en Angleterre pour y rencontrer l'ambassadeur de France, à qui appartenait cet objet. Il apprend alors que le domestique de l'ambassadeur a été tué et que le code disparu met en grave péril la France en guerre.
La piste le mène ensuite à Bruxelles, dans un sanatorium tenu par le Docteur Hartmann, qui est suspecté d'être un espion allemand. Il a la surprise d'y retrouver Grace, qui s'y est fait interner sous prétexte qu'elle est somnambule. Ils retrouvent la tabatière et le code, et en écrivent un faux. Mais ils sont faits prisonniers par Hartmann qui, pour faire parler Grace, met Richard dans une chambre de torture où il est soumis à des rayons ultraviolets mortels. Elle donne alors la tabatière contenant le faux code à Hartmann. Libérés, ils se rendent à Paris pour transmettre le vrai code aux autorités, et ils peuvent enfin partir pour leur lune de miel.

## Fiche technique
- Titre : Le Code secret
- Titre original : The Ivory Snuff Box
- Réalisation : Maurice Tourneur
- Scénario : E. Magnus Ingleton[1], Maurice Tourneur[2], d'après le roman The Ivory Snuff Box de Frederic Arnold Kummer
- Photographie : John van den Broek
- Montage : Clarence Brown
- Production exécutive : William A. Brady
- Société de production : William A. Brady Picture Plays[1], Equitable Pictures[2]
- Société de distribution : World Film Corporation
- Pays de production :  États-Unis
- Langue originale : anglais
- Format : noir et blanc — 35 mm — 1,37:1 — Muet
- Genre : Film d'espionnage
- Durée : 50 minutes (5 bobines)
- Date de sortie :
  - États-Unis : 13 septembre 1915

## Distribution
- Holbrook Blinn : Richard Duvall
- Alma Belwin : Grace Ellicot
- Norman Trevor : Hartmann
- Robert Cummings : Préfet de police

## Autour du film
- Selon l'American Film Institute, le chef de la police de Chicago aurait refusé que le film sorte dans cette ville, sous prétexte que la forte population d'origine allemande aurait été offensée par l'histoire.